# Liste der Biografien/Smy
Liste der Biografien |
Portal Biografien |
Personensuche
# |
A |
B |
C |
D |
E |
F |
G |
H |
I |
J |
K |
L |
M |
N |
O |
P |
Q |
R |
S |
T |
U |
V |
W |
X |
Y |
Z |
?
 
Sa |
Sb |
Sc |
Sd |
Se |
Sf |
Sg |
Sh |
Si |
Sj |
Sk |
Sl |
Sm |
Sn |
So |
Sp |
Sq |
Sr |
Ss |
St |
Su |
Sv |
Sw |
Sy |
Sz
 
Sma |
Smb |
Sme |
Smi |
Smj |
Smo |
Smr |
Smu |
Smy
Die Liste der Biografien führt alle Personen auf, die in der deutschsprachigen Wikipedia einen Artikel haben. Dieses ist eine Teilliste mit 74 Einträgen von Personen, deren Namen mit den Buchstaben „Smy“ beginnt.

## Smy
- Smy, Jimmy (1907–1997), englischer Fußballspieler

### Smyc
- Smyczek, Tim (* 1987), US-amerikanischer Tennisspieler

### Smye
- Smyers, Karen (* 1961), US-amerikanische Triathletin

### Smyk
- Smykała, Zuzanna (* 1990), polnische Snowboarderin

### Smyl
- Smyl, Stan (* 1958), kanadischer Eishockeyspieler, -trainer und -funktionär
- Smylie, Elizabeth (* 1963), australische Tennisspielerin
- Smylie, Robert E. (1914–2004), US-amerikanischer Politiker
- Smyllie, R. M. (1893–1954), irischer Journalist

### Smyr
- Smyrak, Jan (* 1950), polnisch-deutscher Radrennfahrer
- Smyrak, Tadeusz (* 1951), polnischer Radrennfahrer
- Smyrek, Marie Lina (* 1998), deutsche TikTok-Creatorin und Comedy-AutorinMarie Lina Smyrek (* 1998)

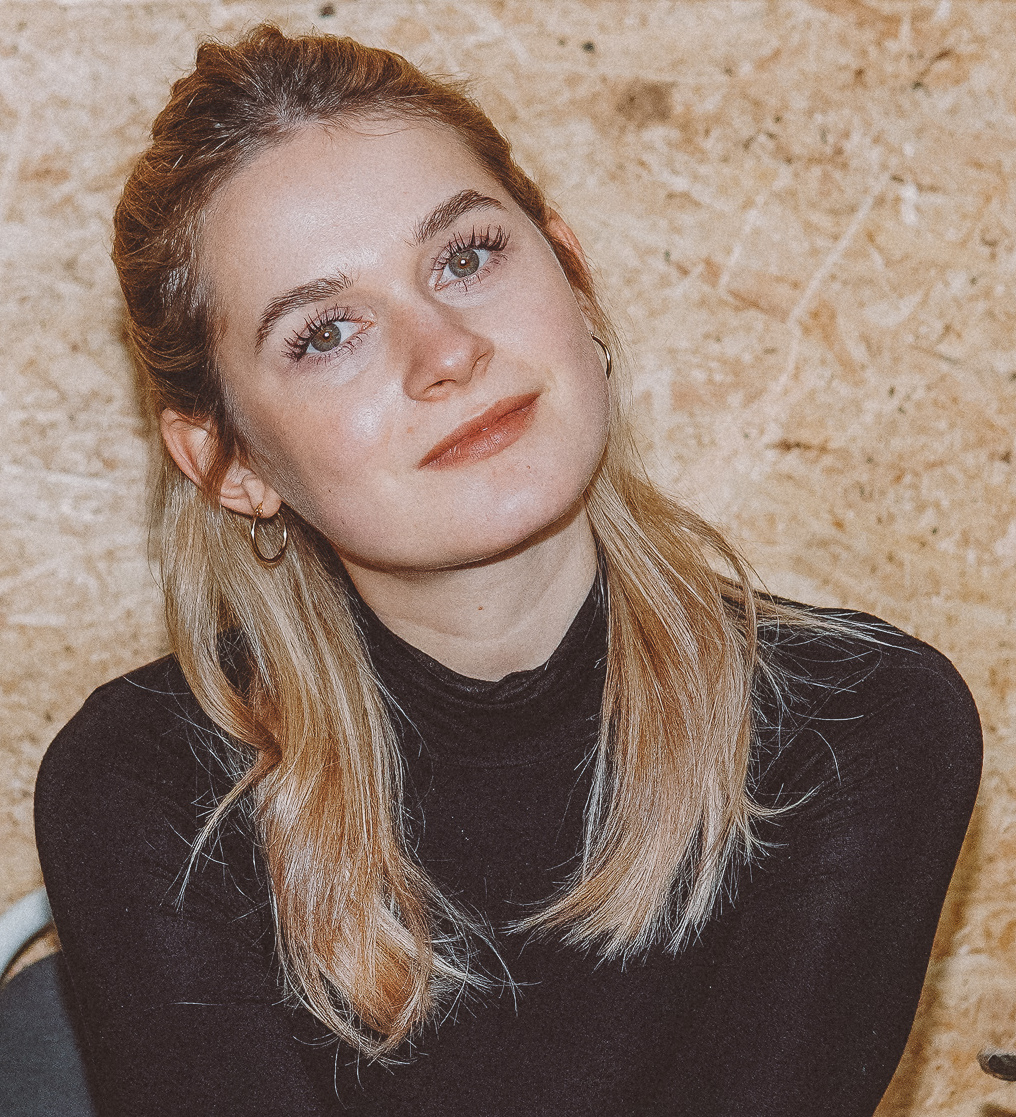
Marie Lina Smyrek (* 1998)

- Smyrner, Ann (1934–2016), dänische Filmschauspielerin
- Smyrner, Poul (1899–1978), dänischer Schauspieler
- Smyrnow, Artem (* 1988), ukrainischer Tennisspieler
- Smyrnow, Jurij (* 1948), ukrainischer Polizist und Politiker
- Smyrnow, Jurij (* 1998), ukrainischer Billardspieler

### Smys
- Smyschljajew, Alexander Alexandrowitsch (* 1987), russischer Freestyle-Skisportler
- Smyser, Martin L. (1851–1908), US-amerikanischer Politiker (Republikanische Partei)
- Smyslow, Wassili Wassiljewitsch (1921–2010), sowjetischer Schach-Großmeister und Schachweltmeister
- Smyslowsky, Boris (1897–1988), russischer Adliger und Offizier

### Smyt
- Smyth, Adrienne (* 1950), britische Sprinterin und Mittelstreckenläufer
- Smyth, Alexander (1765–1830), irisch-amerikanischer Jurist, General des Kriegs (1812) und Politiker
- Smyth, Brad (* 1973), kanadischer Eishockeyspieler, -trainer und -funktionär
- Smyth, Brendan (1927–1997), katholischer Priester und notorischer Pädokrimineller
- Smyth, Charles Piazzi (1819–1900), schottischer Astronom und Esoteriker
- Smyth, Clare (* 1978), nordirische Köchin
- Smyth, Clement (1810–1865), irischstämmiger Ordensgeistlicher in den Vereinigten Staaten und Bischof von Dubuque
- Smyth, Eloise (* 1995), britische Schauspielerin
- Smyth, Ethel (1858–1944), britische Komponistin, Dirigentin, Schriftstellerin und FrauenrechtlerinEthel Smyth (1858–1944)

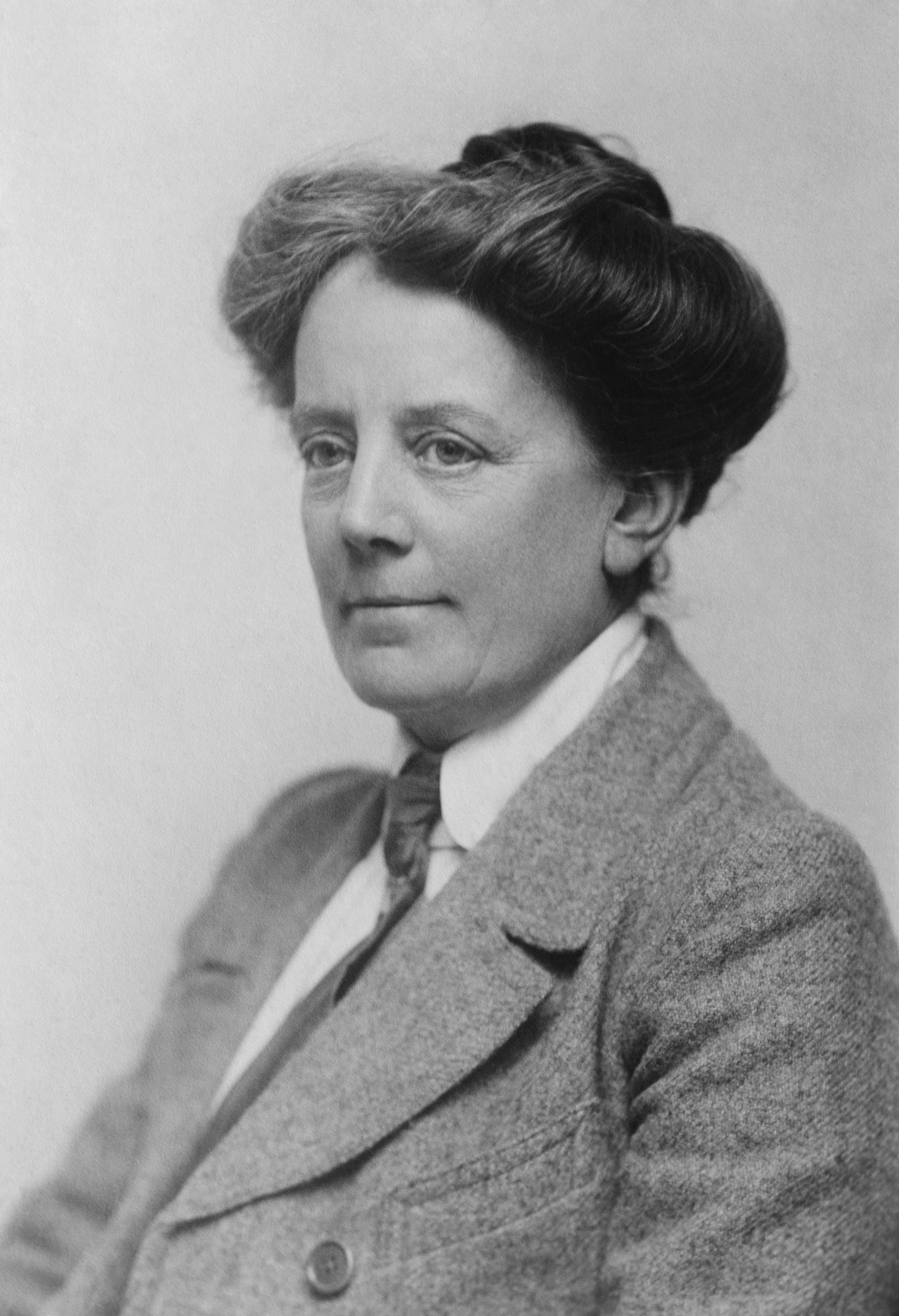
Ethel Smyth (1858–1944)

- Smyth, Frederick (1819–1899), US-amerikanischer Politiker
- Smyth, George W. (1803–1866), US-amerikanischer Politiker
- Smyth, Gilli (1933–2016), britische Musikerin und Autorin
- Smyth, Greg (1966–2018), kanadischer Eishockeyspieler und -trainer
- Smyth, Harry (1910–1992), kanadischer Eisschnellläufer
- Smyth, Henry Augustus (1825–1906), britischer Offizier und Gouverneur von Malta
- Smyth, Henry De Wolf (1898–1986), US-amerikanischer Physiker (Smyth Report) und Botschafter der Vereinigten Staaten bei der IAEO
- Smyth, Herbert Weir (1857–1937), US-amerikanischer Klassischer Philologe
- Smyth, Jack (1936–2007), kanadischer Weit- und Dreispringer
- Smyth, Jason (* 1987), irischer Leichtathlet (Sprinter)
- Smyth, John († 1612), britischer Priester, Baptist
- Smyth, John (1928–2007), irischer Snookerschiedsrichter
- Smyth, Mark J. (* 1963), australischer Immunologe
- Smyth, Mary Winslow (1873–1937), US-amerikanische Volkskundlerin und Sammlerin von Volksmusik
- Smyth, Mikayla (* 2005), neuseeländische Skirennläuferin
- Smyth, Morgan (* 1986), US-amerikanische Skilangläuferin
- Smyth, Nevill Maskelyne (1868–1941), britischer Generalmajor und Divisionskommandeur
- Smyth, Niamh (* 1978), irische Politikerin
- Smyth, Norah (1874–1963), englisch-britische Suffragette, Fotografin und sozialistische Aktivistin
- Smyth, Ossian, irischer Politiker
- Smyth, Patty (* 1957), US-amerikanische SängerinPatty Smyth (* 1957)

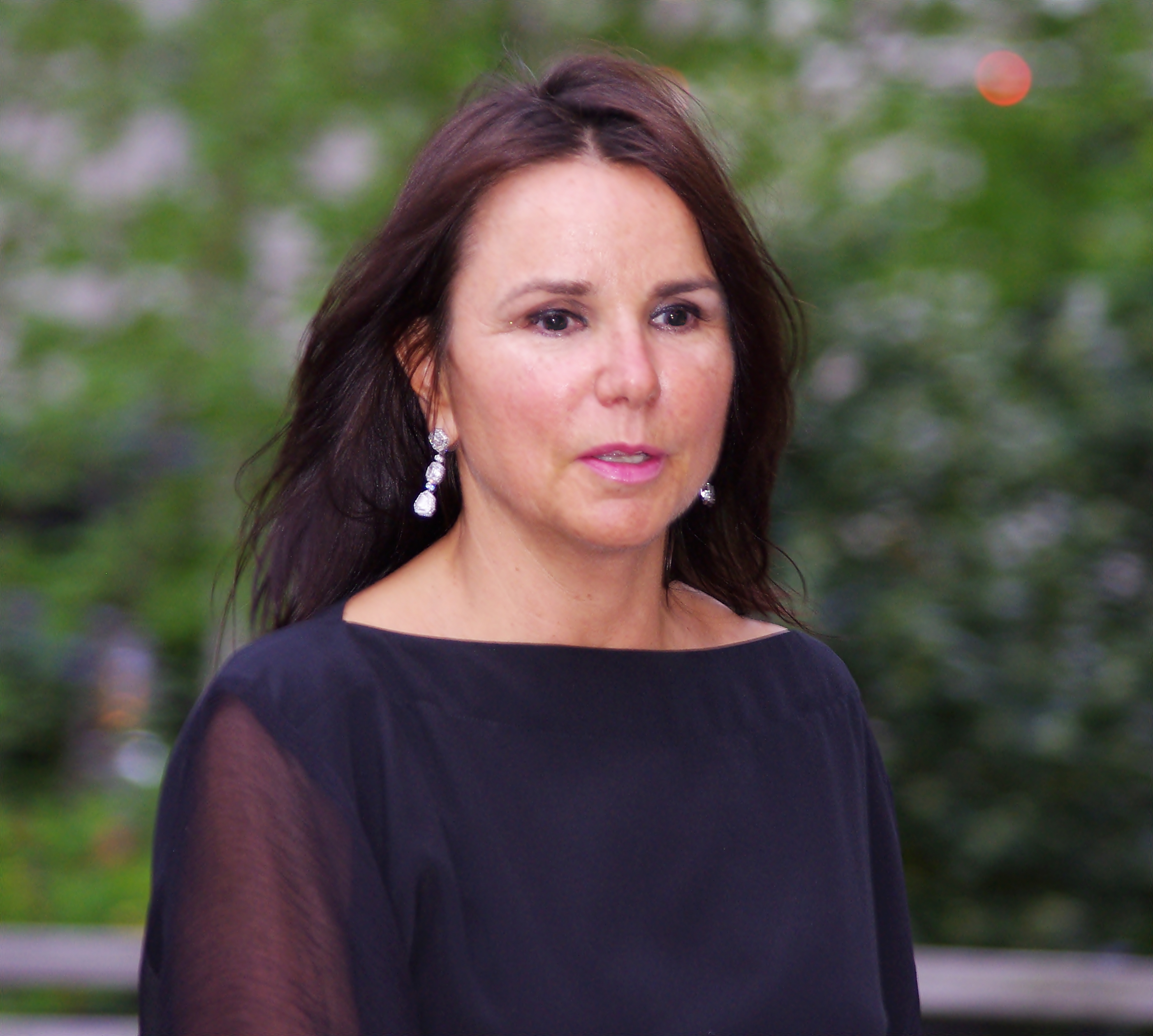
Patty Smyth (* 1957)

- Smyth, Randy (* 1954), US-amerikanischer Segler
- Smyth, Richard († 1563), englischer Hochschullehrer, Theologe
- Smyth, Robert Brough (1830–1899), australischer Geologe und Bergbauingenieur
- Smyth, Ryan (* 1976), kanadischer Eishockeyspieler
- Smyth, Sammy (1925–2016), nordirischer Fußballspieler
- Smyth, Sarah (* 1982), kanadische Filmschauspielerin
- Smyth, William (1824–1870), US-amerikanischer Politiker
- Smyth, William Henry (1788–1865), britischer Astronom
- Smyth-Osbourne, Edward (* 1964), britischer General, Offizier der British ArmyEdward Smyth-Osbourne (* 1964)

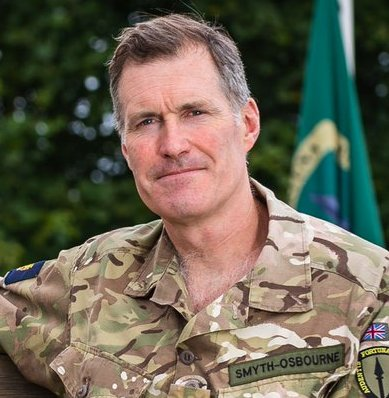
Edward Smyth-Osbourne (* 1964)

- Smythe, Albert (1861–1947), nordirisch-kanadischer Journalist, Autor und Theosoph
- Smythe, Conn (1895–1980), kanadischer Eishockeymanager
- Smythe, Cory (* 1977), US-amerikanischer Pianist
- Smythe, Donald (1924–2016), kanadischer Badmintonspieler
- Smythe, Douglas, Spezialeffektkünstler
- Smythe, Faye (* 1985), neuseeländische Schauspielerin
- Smythe, Frank (1900–1949), britischer Bergsteiger und Autor
- Smythe, George W. (1899–1969), US-amerikanischer Offizier, Generalmajor der US-Army
- Smythe, Pat (1923–1983), britischer Jazzpianist
- Smythe, Reg (1917–1998), britischer Comiczeichner
- Smythe, William Ralph (1893–1988), US-amerikanischer Physiker
- Smythe-Davis, Nekoda (* 1993), britische Judoka
- Smythies, Bertram (1912–1999), britischer Forstbeamter und Ornithologe
- Smythson, Robert († 1614), englischer Baumeister, Vertreter des Elisabethanischen Stils
- Smytt, Benno (1898–1973), österreichischer Schauspieler dänischer Herkunft